# Día de Yuri

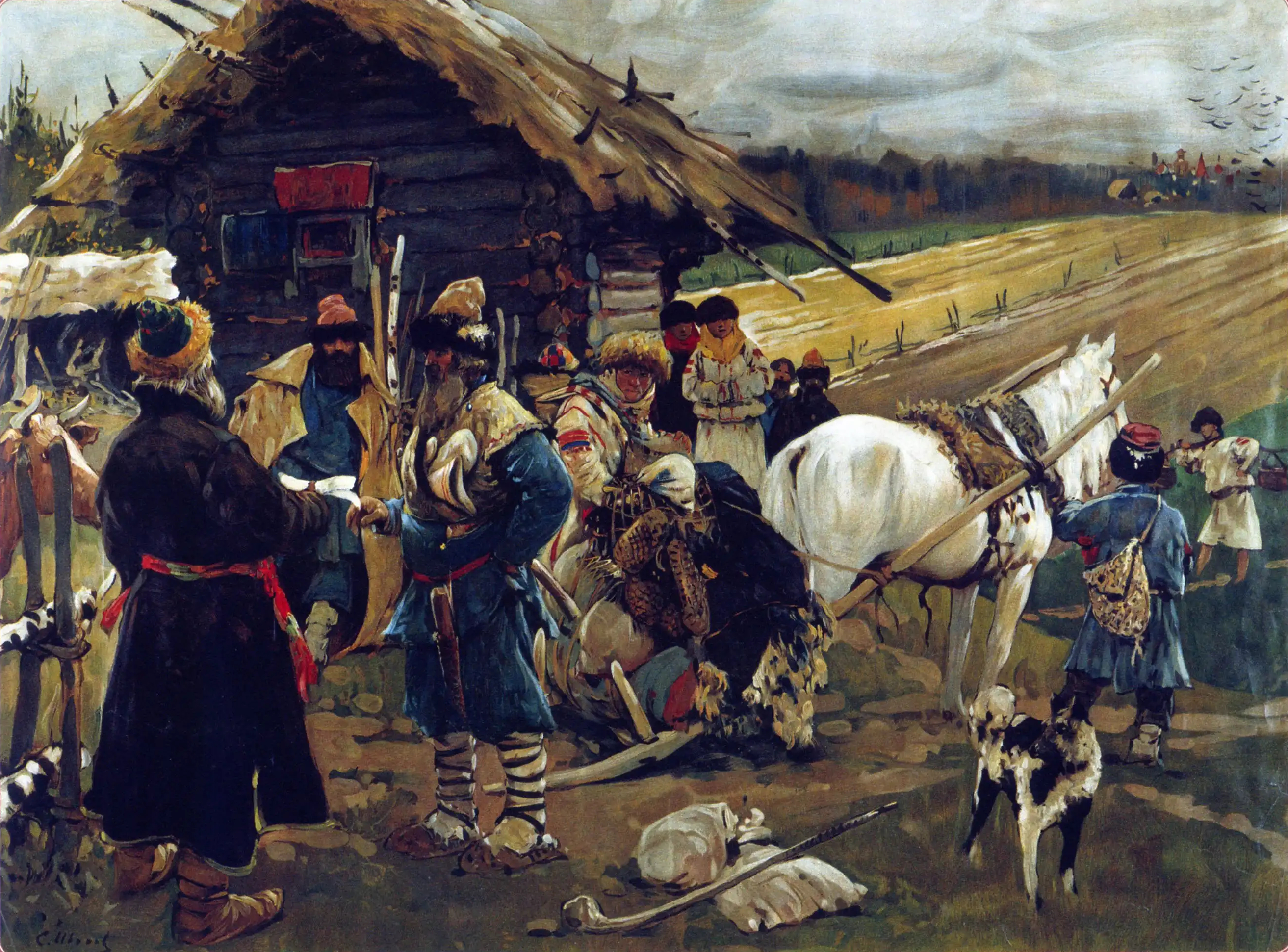
Un campesino dejando a su amo en el día de Yuri, pintura de Serguéi V. Ivanov.

El Día de Yuri (en ruso: Юрьев день, Yúriev Den) es el nombre ruso para cualquiera de las dos festividades de San Jorge celebradas por la Iglesia Ortodoxa Rusa. 
Del mismo modo que otras iglesias cristianas, la Iglesia Ortodoxa Rusa celebra la festividad de San Jorge el 23 de abril. Por otro lado, también se celebra la consagración de la Iglesia de San Jorge de Kiev por Yaroslav I el Sabio (1051) el 26 de noviembre.
Una de las expresiones rusas para el nombre Yuri (Gueorgui o Jorge), las dos festividades son popularmente conocidas como Vesénniy Yúriev Den (el Día de Yuri en primavera) y Osénniy Yúriev Den (el Día de Yuri en otoño).
El Día de Yuri en otoño, celebrada cuando el año agrícola está finalizado y se ha recogido ya la cosecha, tenía un significado especial en el calendario de los campesinos rusos desde los tiempos en que el sistema de servidumbre rusa fue establecido. El Sudébnik de 1497 establecía un periodo de dos semanas alrededor de ese día (una semana antes y una después), en el cual los siervos podían cambiar de terrateniente. Un siglo más tarde, la administración de Borís Godunov prohibió el movimiento de siervos en este día.
En el idioma ruso ha quedado una expresión popular como recuerdo a este día, refiriéndose a una promesa no cumplida: "Aquí lo tienes, abuelita, el día de Yuri".